# Broadland (Dacota do Sul)
Broadland é uma cidade  localizada no estado norte-americano de Dakota do Sul, no Condado de Beadle.

## Demografia
Segundo o censo norte-americano de 2000, a sua população era de 38 habitantes. 
Em 2006, foi estimada uma população de 35, um decréscimo de 3 (-7.9%).

## Geografia
De acordo com o United States Census Bureau tem uma área de 
2,6 km², dos quais 2,6 km² cobertos por terra e 0,0 km² cobertos por água. Broadland localiza-se a aproximadamente 398 m acima do nível do mar.

## Localidades na vizinhança
O diagrama seguinte representa as localidades num raio de 28 km ao redor de Broadland. 